# Gavlevallen
Gavlevallen – stadion piłkarski w Gävle, w Szwecji. Został wybudowany w latach 2014–2015 i zainaugurowany 20 maja 2015 roku. Może pomieścić 6432 widzów. Obiekt powstał w bezpośrednim sąsiedztwie lekkoatletycznego Gunder Hägg-stadion oraz krytego lodowiska Gavlerinken Arena. W 2017 roku obok stadionu oddano także do użytku halę sportową Gavlehovshallen. Na obiekcie swoje spotkania rozgrywają piłkarze klubu Gefle IF, którzy przed otwarciem Gavlevallen występowali na stadionie Strömvallen.